# 陈振濂
陈振濂（1956年2月—），号颐斋，男，汉族，浙江鄞县人，生于上海，中国当代书法家，硕士研究生毕业。现为浙江大学人文学院副院长，中国书法家协会副主席，浙江省文联副主席。国家级专家，并享受政府特殊津贴。

## 生平
陈振濂生于上海。1976年10月参加工作。1979年，入浙江美术学院（现中国美术学院），师从陆维钊、沙孟海、诸乐三，获书法学硕士学位。1990年12月加入中国民主同盟。